# Маранцана
Маранцана (італ. Maranzana, п'єм. Maransan-a) — муніципалітет в Італії, у регіоні П'ємонт,  провінція Асті.
Маранцана розташована на відстані близько 460 км на північний захід від Рима, 75 км на південний схід від Турина, 27 км на південний схід від Асті.
Населення — 286 осіб (2014).
Щорічний фестиваль відбувається 24 червня. Покровитель — святий Іван Хреститель.

## Демографія
Населення за роками:

Станом на 1 січня 2023 року в муніципалітеті офіційно проживало 25 іноземців з 5 країн, серед них 8 громадян країн Євросоюзу.

## Сусідні муніципалітети
- Аліче-Бель-Колле
- Кассіне
- Момбаруццо
- Рикальдоне